# Janson (tramhalte)
Janson is een tram- en bushalte van de Brusselse vervoersmaatschappij MIVB, gelegen in de gemeente Sint-Gillis, bij het Paul Jansonplein.
De halte Janson omvat vier opstapplaatsen voor de Brusselse tram en twee bushaltes, in beide richtingen voor nachtbus N11. Drie tramhaltes en de twee bushaltes liggen op de Charleroise Steenweg, de vierde tramhalte in de Morisstraat is een halte voor tramlijn 81 en 97.